# Деречке
Деречке (мађ. Derecske) град је у Мађарској. Деречке је један од важнијих градова у оквиру жупаније Хајду-Бихар. Покрива површину од 103,58 km2 (40 sq mi) и има 8.734 становника (2015).

## Историја
Деречке је прво припадао округу Бихар, а касније округу Хајду-Бихар. Име насеља се први пут појављује у писаним записима 1291. године. Према доказима археолошких налаза, овај крај је био насељен и пре мађарског насељавања ових простора. Од 1. јануара 1991. године, Деречке, некадашња пијаца, а касније Хајдуварош, поново је добила статус града.
У XVI. веку, Деречке је био слободни хајдучки град, који је добио привилегије од кнеза Бочкаја. Деречке је био место где је Ђорђе Мартинуци, да би се супротставио организацији Фердинандових следбеника, сазвао регионалну скупштину 1. августа 1543. године. Регионална скупштина у Деречки била је важна етапа у формирању независне кнежевине Трансилваније, која је кренула од Краљевине источне Мађарске.

## Становништво
Током пописа 2011. године, 89,8% становника се изјаснило као Мађари, а 2,3% као Роми (10,2% се није изјаснило, због двојног држављанства, укупан број може бити већи од 100%). 
Верска дистрибуција је била следећа: римокатолици 6,3%, реформатори 46,5%, гркокатолици 0,7%, неденоминациони 25,8% (19,3% није одговорило).